# Alburnus akili
Alburnus akili es una especie de peces de la familia de los
Cyprinidae en el orden de los Cypriniformes. Era endémico del Lago de Beyşehir, en Turquía. Se rarificó mucho con la introducción del lucioperca (Sander lucioperca) en 1955. La sobrepesca terminó por extinguir la especie. Fue visto por última vez en 1998.

## Morfología
Los machos podían llegar alcanzar los 1,5 cm de longitud total.

## Reproducción
Era ovíparo.

## Hábitat
Era un pez de agua dulce.

## Distribución geográfica
Se encontraba en Anatolia (Turquía ).

## Observaciones
Era inofensivo para los humanos.